# Auditório Nacional (Kap Verde)
Das Auditório Nacional (en.: National Auditorium) ist eine Mehrzweckhalle in Praia, der Hauptstadt des Inselstaats Kap Verde. Das Gebäude steht an der Av. Cidade de Lisboa im Stadtteil Várzea. Es wurde 2015 erbaut mit Unterstützung von China. Es steht an der Westseite der Biblioteca Nacional de Cabo Verde.